# كريستوفر كولمان
كريستوفر كولمان (بالألمانية: Christopher Kullmann)‏ (مواليد 19 سبتمبر 1986 في كاتزهوته - ألمانيا الشرقية) لاعب كرة قدم ألماني يلعب حاليا لصالح نادي الدرجة الأولى بروسيا دورتموند الألماني منذ 2008 في مركز المهاجم .

## روابط خارجية
- كريستوفر كولمان على موقع قاعدة بيانات كرة القدم.إي يو (الإنجليزية)
- كريستوفر كولمان على موقع بيانات كرة القدم. دي إي (الألمانية)
- كريستوفر كولمان على موقع عالم كرة القدم.نت (الإنجليزية)